# Soevereinisme
Soevereinisme is een politieke stroming die zich beroept op de zelfstandigheid of soevereiniteit van een natie binnen een groter kader dat neigt naar supranationalisme. Hieraan verbindt men kwesties rondom de nationale identiteit, waarbij men teruggrijpt naar het ontstaan van de natie. In die oorsprong zou de ziel van de natie liggen.
Soevereinisme neigt naar isolationisme en kan worden geassocieerd met bepaalde onafhankelijkheidsbewegingen, maar is ook gebruikt om het schenden van de onafhankelijkheid van andere naties te rechtvaardigen. Soevereinen streven naar het "terugpakken van controle" van vermeende machtige krachten, die interne minderheidsgroepen, externe mondiale bestuursinstellingen, federalisme en supranationale unies kunnen zijn. 
Soevereinen wijzen in tegenstelling tot sommige extreemrechtse en staatsnationalistische groeperingen een achteraf geformuleerde identiteit af.